# Voltolino Fontani
Voltolino Fontani (Livorno, 11 febbraio 1920 – Livorno, 8 agosto 1976) è stato un pittore italiano, che ha vissuto ed operato principalmente nella città natale.

## Biografia
Nel 1932, Voltolino Fontani, all'età di dodici anni e quindi giovanissimo, spinto e accompagnato dal fratello Germano di tre anni più vecchio e con l'intento di assecondare la sua naturale e inusuale precocità e valenza nell'esercizio del segno grafico, frequentò per alcuni mesi lo studio dell'ormai anziano scultore livornese Ermenegildo Bois e poi a partire dal 1936 frequentò, sempre a Livorno la "Scuola d'arte" diretta da Beppe Guzzi, in cui insegnava Plinio Nomellini e che vide tra gli allievi anche il pittore Mario Nigro.
L'opera principale del periodo giovanile (1937-1941) è una grande tela La canzone degli anni perduti, attualmente in collezione privata a Firenze. Tra il 1941 ed il 1947 sviluppò una pittura figurativo/espressionista.
Partecipò attivamente all'acceso dibattito culturale che si sviluppò a Livorno nel dopoguerra; nel 1945 fu tra i fondatori del G.A.M.("Gruppo Artistico Moderno") insieme a Mario Nigro, Mario Ferretti, Guido Favati, Giancarlo Cocchia, Jean Mario Berti, Ferdinando Chevrier ed altri.
Il 3 settembre del 1948, insieme al pittore Angelo Sirio Pellegrini, al pittore e poeta Marcello Landi, al pittore Aldo Neri e al pittore e filologo Guido Favati, stese il "manifesto artistico estetico" dell'Eaismo (Era Atomica ismo), che precedette la successiva "Arte nucleare" degli anni cinquanta dichiarando in anticipo e con più chiarezza la necessità della presenza di un contesto umano o umanizzabile nell'arte, che fosse inoltre nitidamente distinguibile o almeno intuibile all'interno di ogni singolo dipinto o poesia.
Gli artisti si proposero di contribuire ad esorcizzare in tal modo il pericolo di distruzione atomica in cui all'epoca vivevano.
Fondò nel 1947 a Livorno e diresse fino a tutto il 1957 la " Scuola d'Arte Amedeo Modigliani", scuola da cui uscirono gli artisti Ferdinando Chevrier e Osvaldo Bimbi.
Dopo il periodo legato all'Eaismo e alla pittura nucleare (1948-1959) si dedicò all'approfondimento dell'informale,
tra il 1959 e il 1969; in seguito, fino al 1976, si ebbe il periodo "onirico", nel quale furono portate alle estreme conseguenze le istanze teoriche enunciate nell'Eaismo.
Partecipò ad alcuni dei principali premi di pittura italiana, tra cui il Premio di pittura Golfo della Spezia del 1951, e prese parte alla VII Quadriennale nazionale d'arte di Roma del 1955, nonché alla successiva edizione del 1959. 
Presso la chiesa di San Giovanni Gualberto, alla Valle Benedetta, si conserva la grande tela Traslazione di Cristo del 1973 inaugurata con le opere di molti altri artisti nel 1975. L'opera fu portata a termine in pochi giorni, partendo dal tracciamento a carboncino.
La paesaggistica, composta da immaginazione e ricordo, ha attraversato come produzione artistica tutti i periodi di questo pittore.
Suonava il piano e componeva poesie, era insomma poliedrico e proteiforme: due aggettivi che amava particolarmente.
Dal 1966 alla scomparsa fu insegnante e poi direttore della "Libera Accademia d'Arte Trossi-Uberti", a Livorno.
Nel 1996 il comune di Livorno gli ha intitolato una strada e nel 2006 ha apposto una lapide nel luogo in cui nacque, in via Sant'Andrea, con il patrocinio del Gruppo Labronico (prestigioso sodalizio artistico di cui Fontani era entrato a far parte nel 1951, apportando una ventata di novità con le sue ricerche pittoriche d'avanguardia) e del "Comitato per la divulgazione della figura pittorica di Voltolino Fontani" (dal 2011 trasformatosi in "Archivio Voltolino Fontani"), rappresentati in tale occasione dalla presidente del gruppo, Sira Borgiotti, e dalla vicepresidente del comitato, Adila Fontani.
Dal 7 luglio al 3 settembre 2023 si è svolto al Museo di Roma a palazzo Braschi, la mostra di Luca Vitone e Donato Piccolo, organizzata dalla Quadriennale di Roma e da Roma Capitale, Assessorato alla cultura-Sovrintendenza capitolina ai beni culturali, il cui titolo Dinamica di assestamento e mancata stasi, si riferisce in modo esplicito e diretto all'omonima opera con cui Voltolino Fontani diede inizio nel 1948 alla stagione eaista.
Dal 1 febbraio al 9 marzo 2025 si è svolta a Bruxelles presso il centro culturale Etablissement d'en face la mostra Gruss aus Strahlungen, con opere di Voltolino Fontani, Laura Grisi e Gianni Colombo
Hanno scritto contributi critici su Voltolino Fontani: Clement Morro, Guido Favati, Milziade Torelli, Aldo Capasso, Carlo Cassola, Ottone Rosai, Dario Durbè, Piero Caprile, Luigi Servolini, Matteo Marangoni, Franco Crovetti, Carlo Emanuele Bugatti, Fortunato Bellonzi, Luciano Bonetti, Aldo Santini, Luigi Bernardi, Ferdinando Donzelli, Riccardo Rossi Menicagli, Bruno Corà, Giacomo Romano, Fosco Monti, Francesca Cagianelli, Martina Corgnati, Riccardo Rossi Menicagli, Riccardo Rossi Menicagli, Riccardo Rossi Menicagli, Michele Pierleoni, Massimo Introvigne